# Glosodinia
La glosodinia —también denominada síndrome de boca ardiente, orodinia, glosopirosis, lengua ardiente, lengua dolorosa, estomatodinia, síndrome de ardor bucal o estomatopirosis, entre otras acepciones— es una enfermedad sin etiología definida que se caracteriza por ardor, escozor o picor en la cavidad bucal y que afectaría sobre todo a la lengua, aunque también con menor prevalencia a otras estructuras de la cavidad bucal como paladar, labios o la mucosa bucal. Puede llevar aparejadas alteración del gusto (disgeusia) y sensación subjetiva de sequedad (xerostomía). En la exploración clínica no se aprecian otras lesiones que no pudieran ser atribuibles a otras causas.

Esta afección, más común en mujeres (generalmente alrededor de la menopausia) que en hombres y con notables efectos negativos en cuanto a calidad de vida, se ha vinculado a acontecimientos estresantes en la vida del afectado, a ansiedad, a depresión o a trastornos nutricionales. Puede inducir síntomas psicológicos o, incluso, constituirse por sí misma en la expresión somática de un trastorno mental. En cualquier caso, sigue sin dilucidarse si los factores psicológicos son primarios o secundarios a la enfermedad.

## Definición
La Asociación Internacional para el Estudio del Dolor la define como una «sensación crónica de ardor intra oral sin una causa ni enfermedad identificable tanto local como sistémica», mientras que según el Comité de Clasificación de la Cefalea de la International Headache Society el «síndrome de la boca ardiente» se trata de una «sensación de ardor o disestesia intrabucal, que recurre de manera diaria durante más de dos horas en un período superior a tres meses, sin lesiones causales clínicamente evidentes».

## Clasificación
Se pueden distinguir dos tipos de glosodinia: la primaria y la secundaria. La primaria es la glosodinia «verdadera», que no tiene una patología asociada. La secundaria se asocia con otras condiciones patológicas, tanto locales (infecciones, reacciones alérgicas, galvanismo, lengua geográfica, tratamiento dental) o sistémicas (trastornos perimenopáusicos, diabetes mellitus, trastornos tiroideos, deficiencias nutricionales.

## Epidemiología
La prevalencia en general es desconocida, debido a la disparidad de los criterios diagnósticos utilizados en los diversos estudios realizados en Estados Unidos y Europa.  Se estima que la prevalencia en la población general es de un 0,7 a un 15%.
Por sexos, la prevalencia es notablemente más elevada en mujeres que en hombres, en una proporción que oscila entre 2,7 a 11 veces más en mujeres que en hombres, y en algunos grupos hasta 33 veces más. El rango típico de edad oscila entre los 38 y los 78 años. Es raro por debajo de los 30 años.

## Etiología
La etiología es multifactorial. Se han demostrado cambios axonales degenerativos en los terminales del nervio lingual.  Así mismo, los pacientes con la enfermedad presentan cambios sensoriales en la percepción de calor, frío, gusto y nociceptividad. También se han demostrado anormalidades en la función del los potenciales evocados en el nervio trigémino.  Estudios de imágenes han mostrado cambios en el sistema nervioso central. Todo esto, en conjunto, sugiere que la enfermedad se asocia a neuropatías tanto centrales como periféricas, en este último caso una disfunción de las fibras sensoriales aferentes de diámetro pequeño.
Los estudios odontológicos relacionan la glosodinia con los Trastornos de la articulación temporomandibular en dos tercios de los casos. Esta asociación puede deberse a una etiopatogenia similar para ambas enfermedades.

## Cuadro clínico
La presentación típica del cuadro corresponde a un ardor persistente de la mucosa oral, acompañado de disgeusia y xerostomía en una mujer peri o postmenopáusica. El cuadro se presenta por más de cuatro o seis meses y al examen físico no se aprecian lesiones en la cavidad oral.
El ardor es continuo y suele limitarse a la parte anterior de la lengua, la mucosa de los labios y la mucosa gingival anterior.
El paciente refiere dolores o molestias que van alternando entre lengua, paladar, encías o labios y que asocian con:[cita requerida]
- quemazón
- lengua reseca o entumecida, picor, hormigueo
- encías doloridas e hipersensibles
- paladar abrasado/abrasivo, de lija
- labios cortados
- sabor metálico

El paciente puede presentar xerostomía subjetiva —sensación de sequedad en la boca sin una causa aparente como la hiposalivación—, parestesia oral —hormigueo por ejemplo— y alteraciones en el gusto o el olfato —disgeusia y disosmia. Al tener la sensación subjetiva de sequedad, el paciente tiende a buscar alivio bebiendo compulsivamente agua, preferiblemente fría, y dado que no se conoce el modo de aliviar los síntomas, a aislarse de su entorno y a caer en estados depresivos.
La sensación de ardor en la boca puede ser un síntoma de otra enfermedad cuando se encuentran factores locales o sistémicos implicados, por lo que en tal caso no se es diagnosticado con este síndrome, que se caracteriza por aglutinar síntomas sin explicación médica. Las sensaciones dolorosas pueden provenir del dorso de la lengua en los dos tercios anteriores, pero también del paladar duro o de la mucosa de los labios.
El dolor es persistente, aunque de intensidad variable. Los pacientes tienen dificultades para determinar patrones temporales de intensidad del dolor, si bien existe cierto consenso en que tiende a seguir una curva ascendente a lo largo del día: prácticamente ausente al principio de la mañana, suele alcanzar el pico máximo al final de la vigilia. Tampoco hay datos de correlación directa con hábitos relativos al estilo de vida o a la dieta.

## Diagnóstico
El diagnóstico de glosodinia se establece por exclusión. A él se llega después de haberse confirmado que los síntomas que refiere el paciente no se deben a ningún proceso conocido, ya sea sistémico o periférico, que pudiera ser asociado a:[cita requerida]
- candidiasis
- deficiencias en la secreción salivar
- efectos secundarios de medicamentos antidepresivos o IECA
- ansiedad o estrés
- tratamientos de radioterapia o quimioterapia
- alcoholismo
- enfermedades del sistema inmunitario (como el síndrome de Sjögren o el lupus)
- diabetes
- anemia ferropénica, avitaminosis
- insuficiencia renal

## Tratamiento
Para determinar el manejo más adecuado, es prioritario confirmar que la quemazón no es consecuencia de algún otro factor local o sistémico. Si estos quedan descartados, los tratamientos estándar actuales proponen, con resultados dispares:
- clonazepam[23]
- paroxetina combinada con clonazepam y terapia cognitivo-conductual[18]
- lubricantes tópicos con el control de parafunción oral[24]
- aplicación de láser con diodo de energía de bajo nivel (47.6% de reducción media del dolor)[25]
- ácido alfalipoico (AAL) y gabapentina (GABA), en combinación o por separado.
- pregabalina
- capsaicina, AAL o lisozima-lactoperoxidasa[26]
- terapia cognitivo-conductual[27]
- terapia cognitivo-conductual + AAL[28][29][30]
- acupuntura[31]

## Pronóstico
Los pacientes con glosodinia tienen un pronóstico peor mientras más sintomatología psicológica asociada presenten.